# James Reeb

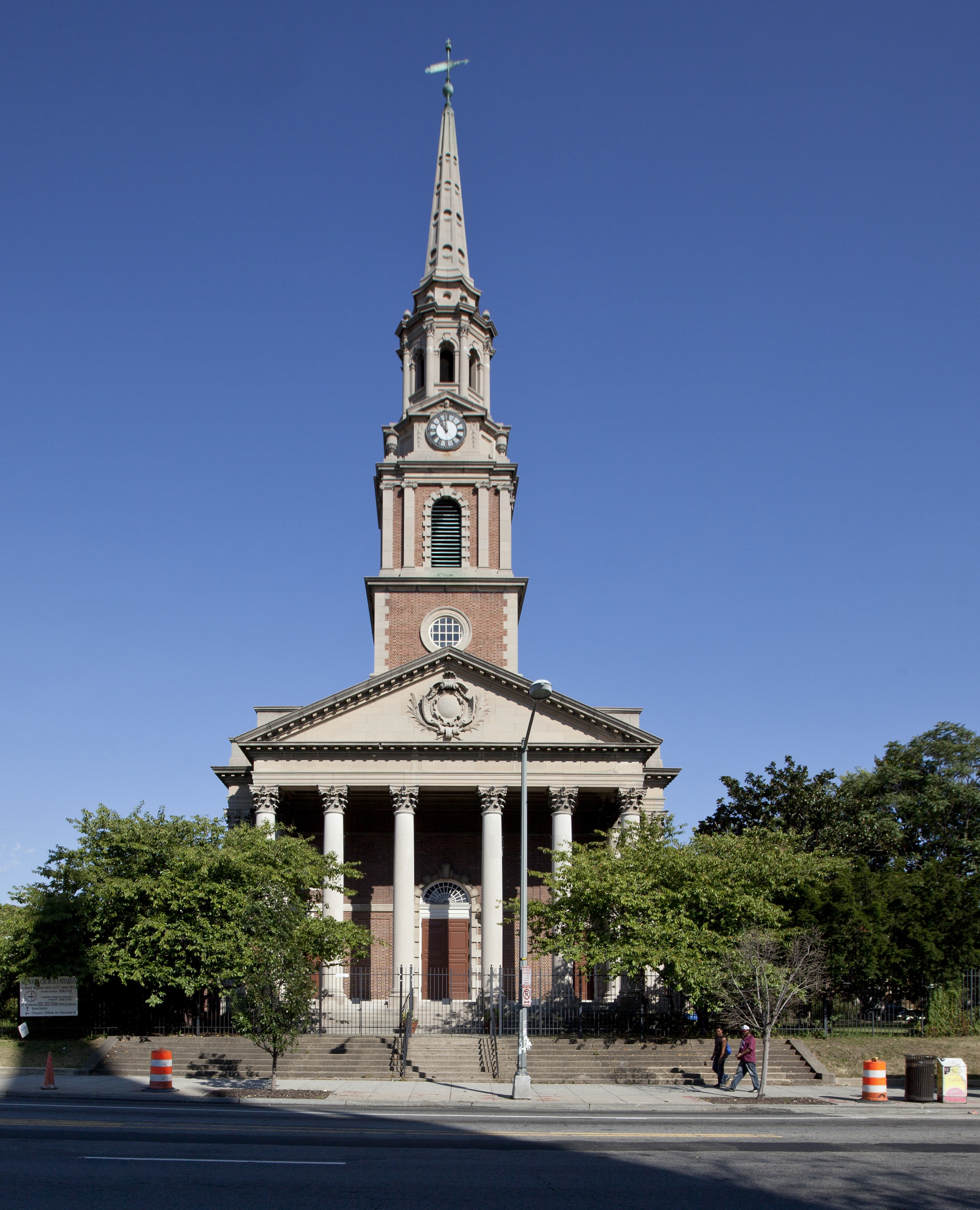
Unitarische Kirche (All Souls Church) in Washington, an der Reeb als Pfarrer wirkte.

James Reeb (* 1. Januar 1927 in Wichita, Kansas; † 11. März 1965 in Birmingham, Alabama) war ein US-amerikanischer unitarischer Theologe, Pfarrer und Bürgerrechtsaktivist. Nach seiner Teilnahme an einem der Selma-nach-Montgomery-Märsche wurde er am 11. März 1965 von weißen Rassisten ermordet.

## Leben und Wirken
Reeb wurde am Neujahrstag 1927 in Wichita im Bundesstaat Kansas geboren und wuchs in Kansas und Casper, Wyoming, auf. Nach seinem Dienst in der US-Armee am Ende des Zweiten Weltkrieges studierte Reeb zunächst am lutherischen St. Olaf College und später am reformierten bzw. presbyterianischen Princeton Theological Seminary Theologie. Am 20. August 1950 heiratete er Marie Deason, das Paar sollte später vier gemeinsame Kinder haben. Nach seinem Studienabschluss im Juni 1953 wirkte Reeb zunächst als presbyterianischer Prediger, konvertierte später jedoch in die unitarische Kirche und wurde im Sommer 1959 Hilfspfarrer und 1963 schließlich vollgültiger Pfarrer der unitarischen All Souls Church in Washington, D.C. Bereits ein Jahr später übersiedelte Reeb jedoch nach Boston, um dort für die von Quäkern gegründeten Hilfsorganisation American Friends Service Committee im Sozialbereich zu arbeiten. Ab Beginn der 1960er Jahre begann er sich zudem in der wachsenden US-amerikanischen Bürgerrechtsbewegung für die Rechte von Afro-Amerikanern zu engagieren und wurde Mitglied der Southern Christian Leadership Conference.
Am 7. März 1965 sahen Reeb und seine Frau im Fernsehen, wie die Polizei Demonstranten des ersten von Martin Luther King initiierten Selma-nach-Montgomery-Marsches angriffen (Bloody Sunday). Hintergrund des Marsches war die Forderung der Bürgerrechtsbewegung um Aufnahme schwarzer US-Bürger in die Wählerlisten. Am Folgetag rief Martin Luther King Geistliche im ganzen Land auf, ihn in einem zweiten Marschversuch zu unterstützen, was Reeb veranlasste noch am gleichen Tag nach Selma zu fliegen und am 9. März als unitarischer Geistlicher am zweiten Marsch teilzunehmen. Seine Frau und die vier Kinder blieben indes in Boston. Jedoch erreichte auch der zweite Marsch nicht wie beabsichtigt Alabamas Hauptstadt Montgomery, sondern wurde vorzeitig nach einem gemeinsamen Gebet an der Edmund-Pettus-Brücke abgebrochen. Als Reeb am Abend des 9. März nach einem gemeinsamen Restaurantbesuch mit Bekannten auf die Straße trat, wurden er und seine Mitstreiter von mehreren weißen Männern mit Schlagstöcken angegriffen, wobei Reeb schwere Kopfverletzungen zugefügt wurden. Es vergingen mehrere Stunden, ehe Reeb in einem Krankenhaus in Birmingham behandelt wurde, wo die Ärzte eine Operation am Gehirn durchführen mussten. Noch während Reeb sich auf dem Weg ins Krankenhaus befand, hielt Martin Luther King eine Pressekonferenz ab, auf der er den Angriff verurteilte und alle bat, für Reeb zu beten. Zwei Tage später starb James Reeb.
Nach Reebs Tod fanden im ganzen Land Mahnwachen zu seinen Ehren statt. Präsident Lyndon B. Johnson kondolierte Reebs Witwe und berief sich bei der Vorstellung des von der Bürgerrechtsbewegung mit angestoßenen Wahlrechtsgesetzes am 15. März 1965 auf Reeb. Das Wahlrechtsgesetz wurde am 6. August 1965 verabschiedet. Martin Luther King bezeichnete Reeb als das Gewissen der Nation.
Nach dem Überfall auf Reeb wurden vier Personen verhaftet, kurz darauf jedoch wieder freigelassen. Im April 1965 wurden drei von ihnen (Elmer Cook, Stanley Hoggle und O’Neal Hoggle) wegen Mordes angeklagt, jedoch von einer rein weißen Jury trotz belastender Zeugenaussagen freigesprochen. Ein vierter Angeklagter (Kelley) war zuvor nach Mississippi geflohen. 2011 wurde bekannt, dass das FBI erneut Ermittlungen gegen die vier Beschuldigten aufgenommen habe.
Die unitarisch-universalistische Gemeinde in Madison, Wisconsin, ist nach James Reeb benannt. Die Ereignisse um die Selma-nach-Montgomery-Märsche und die Wahlrechtsgesetze wurden 2014 auch in dem Film Selma aufgegriffen. Dort wird Reeb von dem aus Boston stammenden Schauspieler Jeremy Strong gespielt.

## Links und Quellen
- Stanford University – Martin Luther King Encyclopedia: Reeb, James (1927–1965)
- Encyclopedia of Alabama: James Reeb
- James Reeb in der Datenbank Find a Grave